# 기원전 11세기
기원전 11세기는 기원전 1100년부터 기원전 1001년까지를 말한다.

## 주요 사건
- 기원전 1080년 - 헤리호르가 이끄는 테베의 아멘 대사제단이 상이집트에 독자적인 세력 구축.
- 기원전 1069년 - 이집트 제20왕조 멸망하고, 이집트 제21왕조 건설됨. 제3중간기 돌입.
- 기원전 1046년 - 중국 상나라가 멸망하고 주나라가 건국됨

## 주요 인물
- 기자

## 년대와 년도
| 기원전 1100년대 | 전1109 | 전1108 | 전1107 | 전1106 | 전1105 | 전1104 | 전1103 | 전1102 | 전1101 | 전1100 |
| 기원전 1090년대 | 전1099 | 전1098 | 전1097 | 전1096 | 전1095 | 전1094 | 전1093 | 전1092 | 전1091 | 전1090 |
| 기원전 1080년대 | 전1089 | 전1088 | 전1087 | 전1086 | 전1085 | 전1084 | 전1083 | 전1082 | 전1081 | 전1080 |
| 기원전 1070년대 | 전1079 | 전1078 | 전1077 | 전1076 | 전1075 | 전1074 | 전1073 | 전1072 | 전1071 | 전1070 |
| 기원전 1060년대 | 전1069 | 전1068 | 전1067 | 전1066 | 전1065 | 전1064 | 전1063 | 전1062 | 전1061 | 전1060 |
| 기원전 1050년대 | 전1059 | 전1058 | 전1057 | 전1056 | 전1055 | 전1054 | 전1053 | 전1052 | 전1051 | 전1050 |
| 기원전 1040년대 | 전1049 | 전1048 | 전1047 | 전1046 | 전1045 | 전1044 | 전1043 | 전1042 | 전1041 | 전1040 |
| 기원전 1030년대 | 전1039 | 전1038 | 전1037 | 전1036 | 전1035 | 전1034 | 전1033 | 전1032 | 전1031 | 전1030 |
| 기원전 1020년대 | 전1029 | 전1028 | 전1027 | 전1026 | 전1025 | 전1024 | 전1023 | 전1022 | 전1021 | 전1020 |
| 기원전 1010년대 | 전1019 | 전1018 | 전1017 | 전1016 | 전1015 | 전1014 | 전1013 | 전1012 | 전1011 | 전1010 |
| 기원전 1000년대 | 전1009 | 전1008 | 전1007 | 전1006 | 전1005 | 전1004 | 전1003 | 전1002 | 전1001 | 전1000 |
| 기원전 990년대  | 전999  | 전998  | 전997  | 전996  | 전995  | 전994  | 전993  | 전992  | 전991  | 전990  |